# كتيبة البانزر 211

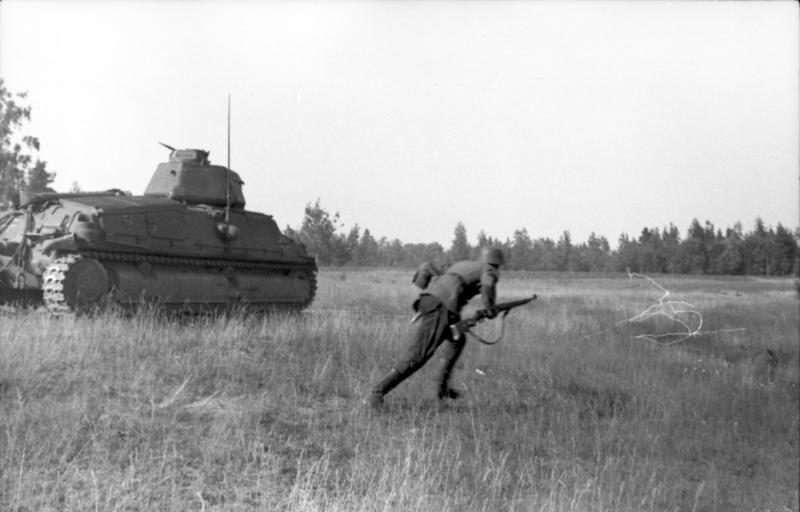
دبابة فرنسية من طراز Somua S35 وجنديًا في ميدان قتال، خلال الحرب العالمية الثانية، غزو ألمانيا لفرنسا عام 1940 على الجبهة الغربية

كتيبة البانزر 21111 كتيبة دبابات تابعة للجيش الألماني خلال الحرب العالمية الثانية. قاتلت الكتيبة خلال عملية الثعلب الفضي التي كانت هجومًا ألمانيًا وفنلنديًا مشتركًا في محاولة للاستيلاء على ميناء مورمانسك السوفيتي. تم حل الوحدة بعد هذه العملية بسبب معداتها القديمة. 

## تشكيل
بعد سقوط فرنسا في يونيو 1940، استولى الألمان على كمية كبيرة من المركبات الفرنسية. من بين هؤلاء كان 297 (متفاوتًا وفقًا للمصادر) Somua S35 التي اعتبرها الكثيرون الدبابة المتوسطة الرئيسية في بداية الحرب. 

## عملية الثعلب الفضي
كان ميناء مورمانسك السوفيتي هدفًا عالي القيمة للقيادة الألمانية في عام 1941. في 27 يونيو 1941، بدأوا عملية الثعلب الفضي للاستيلاء على الميناء الرئيسي، تم تكليف الكتيبة 211 بدعم القوة الألمانية والفنلندية المشتركة مع Panzer-Abteilung 40 التي تم تجهيزها بدبابات بانزر I وبانزر II. ستشارك هذه القوة في عملية فرعية لعملية الثعلب الفضي التي أطلق عليها اسم عملية القطب الشمالي فوكس والتي كانت حملة ضد دفاعات الجبهة الشمالية السوفيتية في سالا، فنلندا في يوليو 1941. انتهى الهجوم الذي بدأ في 1 يوليو 1941 في 17 نوفمبر في حالة من الجمود مع تقدم القوات الألمانية والفنلندية ولكن لم تتمكن من القبض على مورمانسك ولا السكك الحديدية في كاندالاكشا. 